# Paranaphoidea elongata
Paranaphoidea elongata är en stekelart som beskrevs av Girault 1923. Paranaphoidea elongata ingår i släktet Paranaphoidea och familjen dvärgsteklar. Inga underarter finns listade i Catalogue of Life.